# Aragacotn tartomány
Aragacotn (örményül:Արագածոտն) Örményország nyugati részén fekvő tartomány (marz), székhelye Astarak. Nyugatról Törökország Kars tartománya, északról Sirak, északkeletről Lori, keletről Kotajk, délről Armavir és délkeletről pedig a főváros Jereván határolja.

## Települései
Aragacotn tartományban 114 község (hamajnkner) található, melyből 3 város.

### Városok
- Astarak 21 600 fő
- Aparan 6158 fő
- Talin 5371 fő

## Galéria

Aragazotn
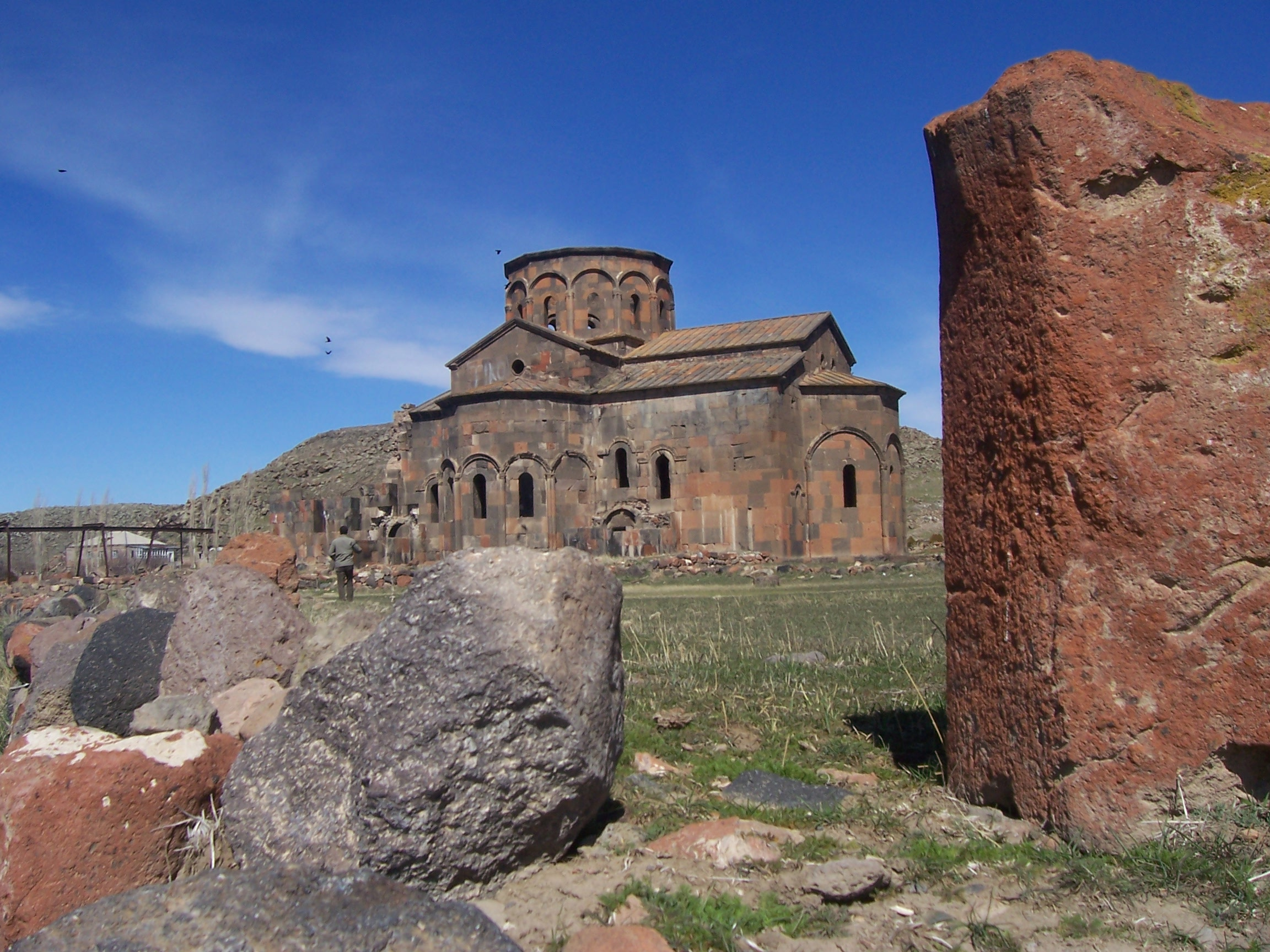
Talini székesegyház, 6. század
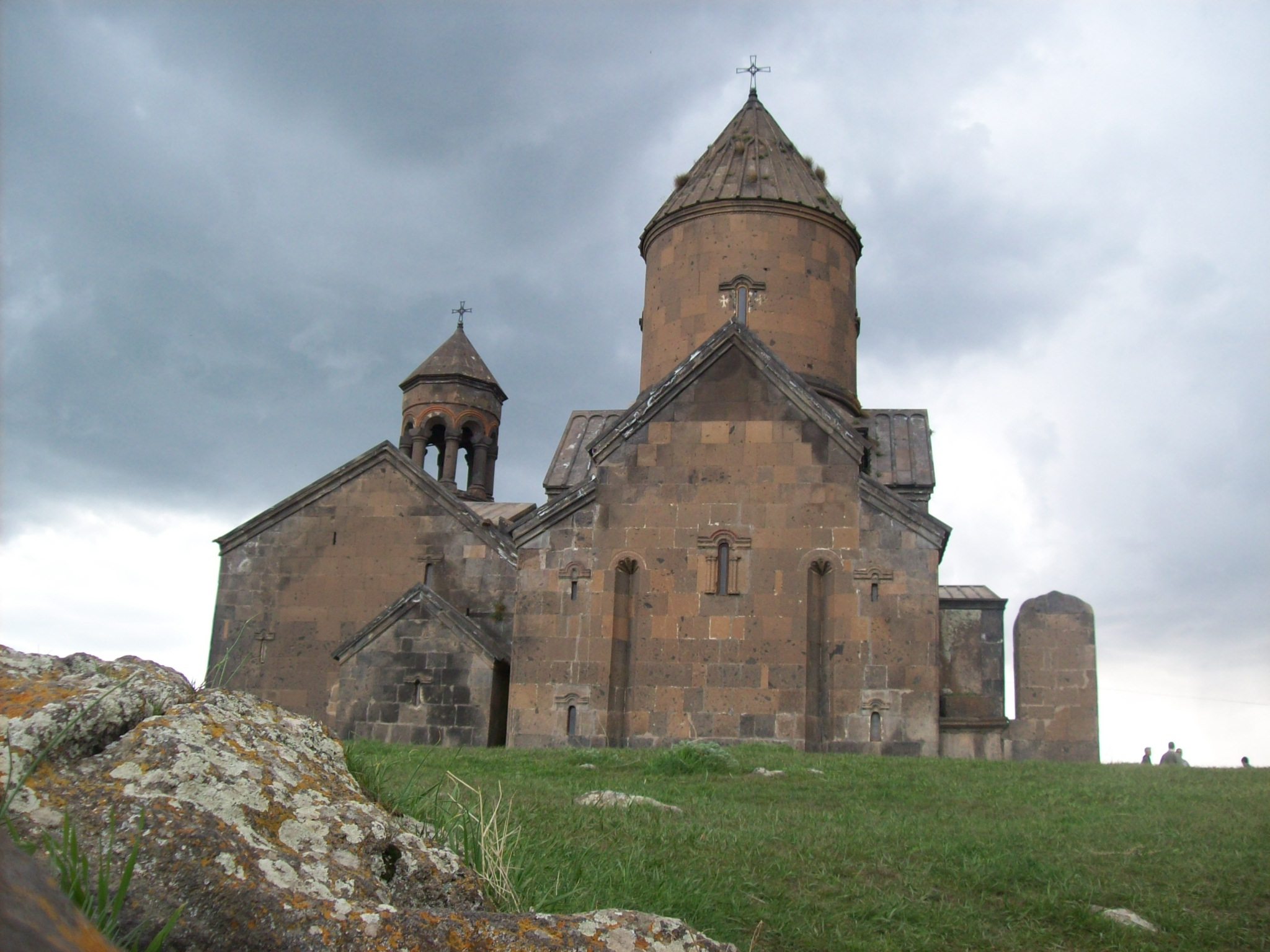
Saghmoszavanki kolostor, 13. század
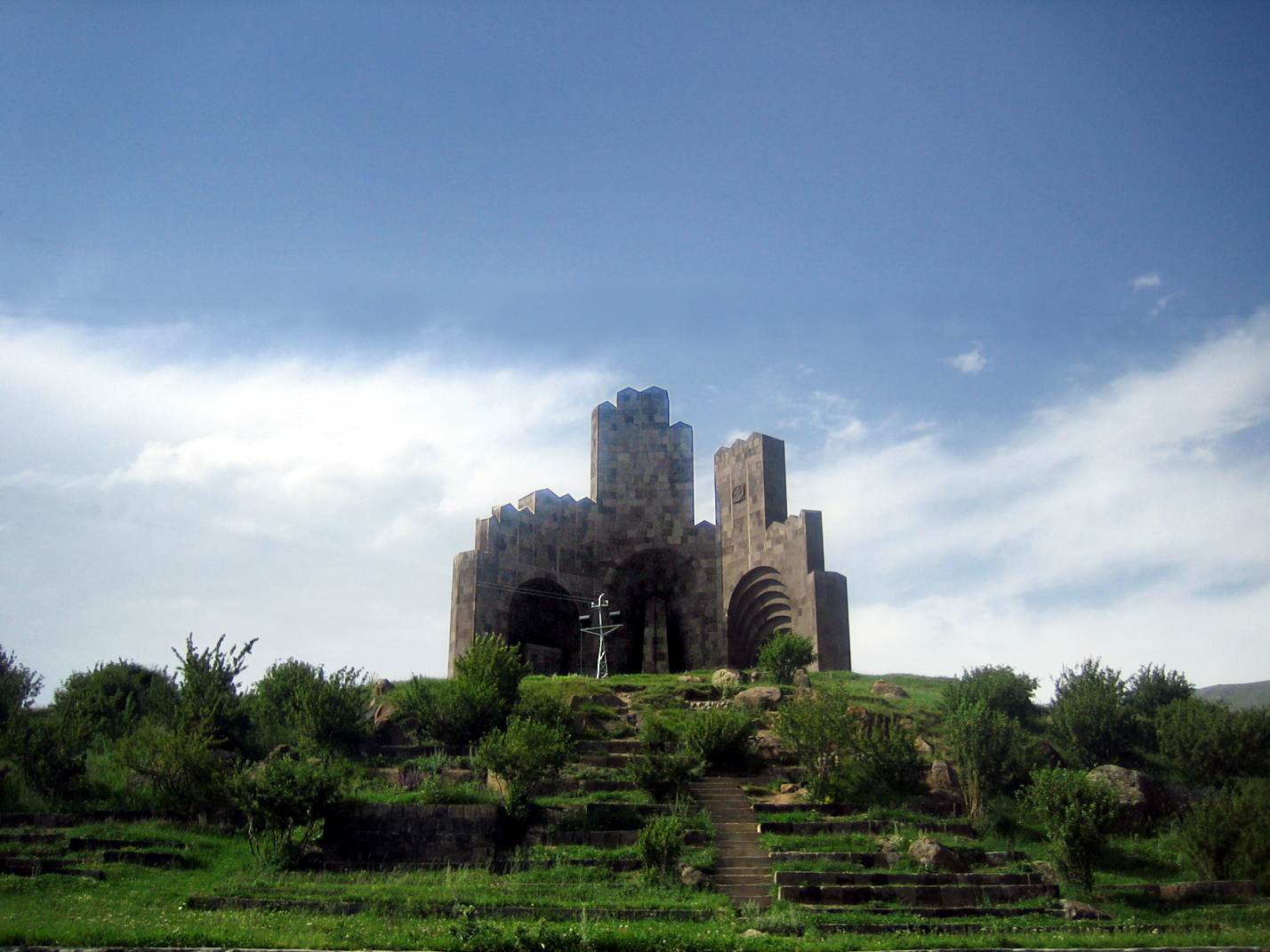
Bas Abarani csata emlékműve
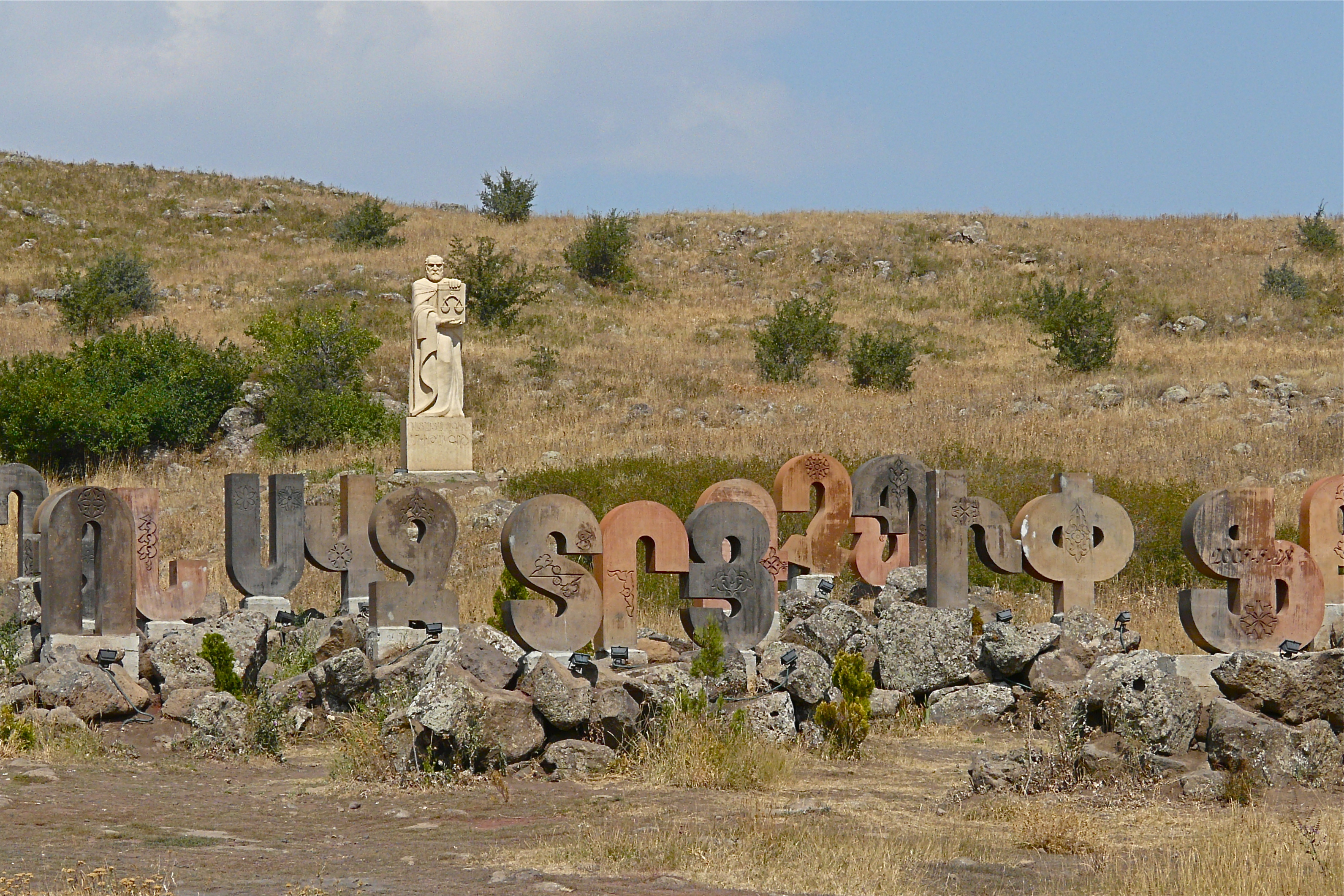
az örmény ábécé parkja Aparanban
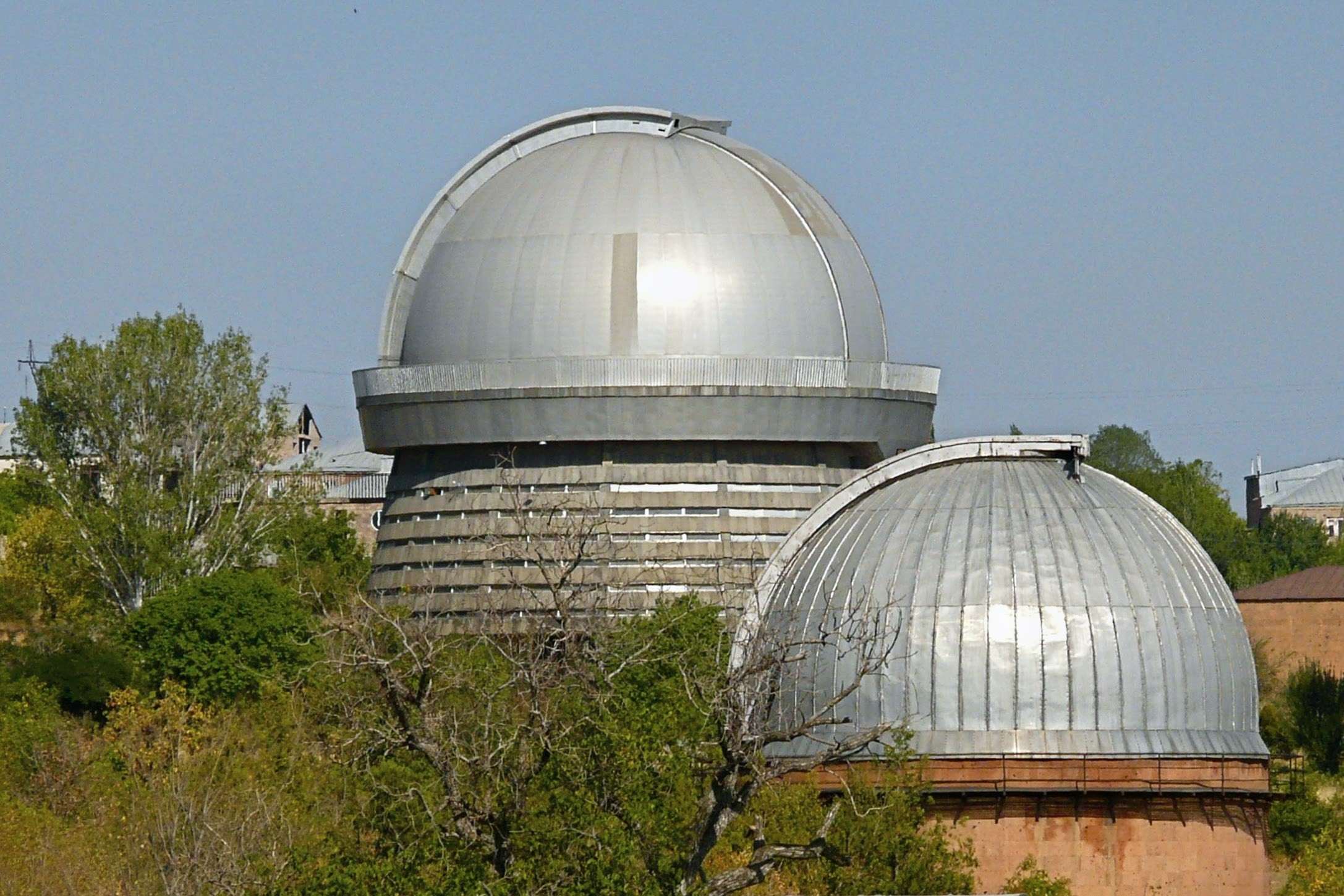
Bjurakani csillagvizsgáló
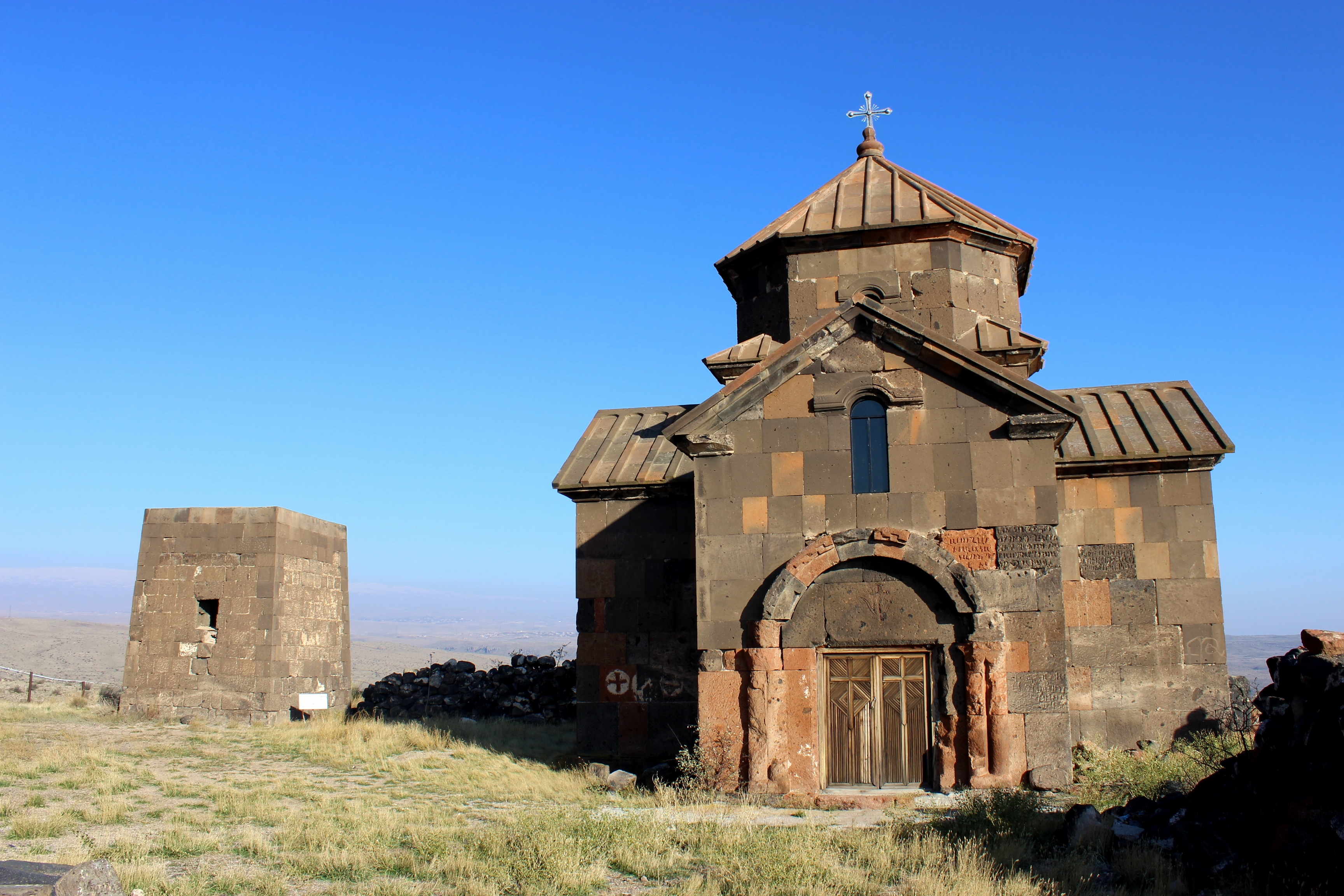
Szent Kristóf-kolostor